# Lave Beck-Friis (diplomat)
Lave Gustaf Beck-Friis, född 19 maj 1834, död 20 juli 1904, var en svensk friherre, godsägare och diplomat. Han var bror till Corfitz och Joachim Tawast Beck-Friis.
Han blev 1851 student vid Lunds universitet, där han avlade kansliexamen 1852 och examen till rättegångsverken 1864. Han tjänstgjorde senare vid Civildepartementet, Skånska hovrätten samt vid hovet som kammarjunkare. 
År 1865 blev han attaché i S:t Petersburg och tjänstgjorde därefter vid UD. Efter en arbetsam diplomatisk karriär utrikes blev han kabinettssekreterare 1869. 1870 utnämndes han till sändebud i Köpenhamn 1870 och han stannade kvar där till 1902. Han gjorde en stark insats i Danmark genom att stärka de kulturella och kommersiella förbindelserna mellan den svensk - norska unionen och Danmark samt att häva den misstämning som fanns sedan den omkring 1863 till 1864 förda svenska politiken mot Danmark. Han fick igenom viktiga fördrag mellan de två rikena, bland annat deklarationen 1871 om handel och sjöfart i Öresund, myntkonventionen 1873 och deklarationen rörande rätt till lotsning i Öresund samma år. 
Lave Gustaf Beck-Friis gifte sig 1879 med friherrinnan Sigrid Margareta Gabriella Vilhelmina Barnekow.

## Utmärkelser

### Svenska utmärkelser
- Kommendör med stora korset av Nordstjärneorden, 1 december 1875.[1]
- Kommendör av Nordstjärneorden, 23 december 1870.[1]
- Riddare av Nordstjärneorden, 3 maj 1865.[1]

### Utländska utmärkelser
- Kommendör av belgiska Leopoldsorden, 17 augusti 1870.[1]
- Riddare av danska Elefantorden, 27 oktober 1902.[1]
- Storkorset med briljanter av danska Dannebrogorden med briljanter, 28 juli 1894.[1]
- Storkorset av danska Dannebrogorden, 25 juni 1873.[1]
- Kommendör av 1. graden danska Dannebrogorden, 16 augusti 1869.[1]
- Dannebrogsmännens hederstecken, 19 januari 1896.[1]
- Storofficer av grekiska Frälsarens orden, 15 oktober 1871.[1]
- Storkorset av norska Sankt Olavs orden, 1 december 1895.[1]
- Tredje klassen av Osmanska rikets Meschidie-orden, 7 juni 1860.[1]
- Kommendör av spanska Karl III:s orden, 12 maj 1869.[1]